# 2020年至2021年德国足球地区联赛
2020年至2021年德国足球地区联赛（德語：Fußball-Regionalliga 2020/21）是德国足球地区联赛作为德国第四级赛事的第13个赛季，也是改革为五轨赛制后的第8个赛季。自2018-19赛季起，将产生4个升入德丙联赛的名额。在本赛季中，来自西南、西部和东北地区联赛的冠军都可直接升级。来自巴伐利亚和北部地区联赛的冠军则需参加两场主客場制的升级资格赛，以确定第四个升级名额。

## 地区联赛构成
- 由巴伐利亚足球协会辖下17支球队参加的2019年至2021年巴伐利亚地区联赛
- 由德国北部足球协会辖下22支球队参加的2020年至2021年北部地区联赛
- 由德国东北足球协会辖下20支球队参加的2020年至2021年东北地区联赛
- 由德国西南足球地区协会及德国南部足球协会（巴伐利亚足协除外）辖下22支球队参加的2020年至2021年西南地区联赛
- 由德国西部足球协会辖下21支球队参加的2020年至2021年西部地区联赛

## 升级资格赛
德丙升级资格赛由巴伐利亚地区联赛和北部地区联赛的冠军参加。主客場制两回合资格赛的胜者可升入2021年至2022年德国足球丙级联赛。首回合定于2021年6月12日举行，次回合定于2021年6月19日举行。
如果球队放弃参赛，或者没有任何球队能够通过地区联赛的竞技成绩入围，则升级名额将通过抽签产生。
以下球队通过竞技排名取得了参加升级资格赛的资格：
- 巴伐利亚地区联赛冠军：施韦因富特05[4]
- 北部地区联赛冠军：哈费尔泽[5]

| 第一隊       | 總比數 | 第二隊   | 首回合 | 次回合 |
| ------------ | ------ | -------- | ------ | ------ |
| 施韦因富特05 | 0–2    | 哈费尔泽 | 0–1    | 0–1    |

所有时间均为欧洲中部夏令时间（UTC+2）
| 2021年6月12日 13:00 |

| 施韦因富特05 | 0–1  | 哈费尔泽       |
| ------------ | ---- | -------------- |
|              | 報告 | 弗尔斯特 90+5' |

| 施韦因富特威利·萨克斯体育场 觀眾人數：1,000 ：罗伯特·坎普卡 |

| 2021年6月19日 13:00 |

| 哈费尔泽   | 1–0  | 施韦因富特05 |
| ---------- | ---- | ------------ |
| 舒马赫 35' | 報告 |              |

| 加布森威廉·朗格雷尔体育场 觀眾人數：1,100 ：克里斯托弗·京施 |

哈费尔泽以总比分2–0晋级。

## 冠状病毒大流行的影响
由于德国暴发新冠病毒疫情，德国足协五个地区协会中的四个（北部、东北、西南、南部含巴伐利亚）都在2020年11月宣布中断各自主办的地区联赛赛程，并且除西部和西南部（于同年12月复赛）之外，其它三个地区联赛都未能于后续重启。巴伐利亚地区联赛是根据除法定则（即各队已完赛场次的平均分）选出三支已申请德丙参赛牌照的球队进行循环附加赛，以决出参加升级资格赛的名额。在东北地区联赛，维多利亚柏林也是根据除法定则获确认升级。在北部地区联赛，参加升级资格赛的名额则是由22支参赛队投票产生。